# Calodexia flavescens
Calodexia flavescens är en tvåvingeart som först beskrevs av Townsend 1935.  Calodexia flavescens ingår i släktet Calodexia och familjen parasitflugor. Inga underarter finns listade.